# Kinloď
Kinloď, česky také Kiloď, ukrajinsky Кінлодь, maďarsky Kínlódj, je osada obce Zňačevo, ve vesnické komunitě Velyki Lučky, v okrese Mukačevo, v Zakarpatské oblasti Ukrajiny. V roce 2024 zde žilo 223 obyvatel.